# Ingrid Auerswald
Ingrid Auerswald, también conocida como Ingrid Lange (Alemania del Este, 2 de septiembre de 1957) es una atleta alemana, especializada en la prueba de 4 x 100 m en la que llegó a ser campeón mundial en 1983.

## Carrera deportiva
En el Mundial de Helsinki 1983 ganó la medalla de oro en los relevos 4 x 100 metros, con un tiempo de 41.76 segundos, por delante de Reino Unido y Jamaica, siendo sus compañeras de equipo: Silke Gladisch, Marita Koch y Marlies Göhr.
Y en los JJ. OO. de Seúl 1988 ganó la plata en la misma prueba, tras Estados Unidos y por delante de la Unión Soviética.